# Мун с озера Ри
Мун (англ. Mun of Lough Ree) (V век) — святой, епископ, отшельник с озера Ри. День памяти — 6 февраля.
Святой Мун, по преданию, был племянником святого Патрика. Святой Патрик поставил его епископом тех мест, которые нынче называются графством Лонгфорд. Он закончил свой дни отшельником на острове на озере Лох-Ри.